# Ignasi Farreres Bochaca
Ignasi Farreres Bochaca (Puebla  de Segur, 1 de agosto de 1939-Barcelona, 11 de octubre de 2020) fue un economista y político español, miembro de Unión Democrática de Cataluña.

## Biografía
Su padre era funcionario de Correos. Ignasi comenzó a trabajar a los dieciséis años en La Caixa, donde llegó a ocupar diversas responsabilidades en el departamento de personal de la entidad bancaria.
Licenciado en Ciencias Económicas en la Universidad de Barcelona, y máster en Administración y Dirección de Empresas por ESADE.  
Fue Consejero de Trabajo de la Generalidad de los gobiernos de Jordi Pujol durante tres legislaturas consecutivas (1988-1999). Impulsó el traspaso a la Generalidad de las competencias en la formación de los parados así como el Servicio Catalán de Colocación, posteriormente llamado SOC.
De convicción democristiana, se afilió a Unión Democrática de Cataluña (1976). En este partido fueː vicepresidente (1992); secretario general (1996), y presidente (1999). Dimitió en noviembre de 2000. Fue uno de los hombres de confianza de José Antonio Duran i Lleida. Al dejar la política se reincorporó a la Caixa, como asesor del director general.
Imputado en el caso Treball en el que fue finalmente absuelto. En 2009, fue absuelto dentro de la investigación del caso Treball, en el que se desviaron siete millones de pesetas a través del encargo de estudios innecesarios. En su alegato final, Farreres apeló al caso Dreyfus para proclamar su inocencia ante la Audiencia de Barcelona, que consideró que no estaba probado que Farreres conociera la “injusticia y arbitrariedad” de las autorizaciones que dio para encargar los estudios. Por el contrario, su número dos, Josep Maria Servitje Roca, si fue condenado y posteriormente indultado por parte del Gobierno de Mariano Rajoy.
Farreres declaró como testigo en el caso Pallerols. Durante su intervención en el juicio, recordó “la alta inserción laboral de los estudiantes” y el hecho de que la Generalidad de Cataluña premiara los cursos del empresario Fidel Pallerols.
Su compromiso social le llevó a crear, junto con otras personas, el Centre d'Estudis Econòmics y Socials (CEES), desde donde puso en práctica el ideario socialcristiano. Su actitud conciliadora y abierta le llevó a formar parte d eotras iniciativas cívicas como Portes Obertes del Catalanisme, o políticas como Units per Avançar.
Murió el 11 de octubre de 2020 a los 81 años, tras una larga enfermedad.